# Victoria Forde

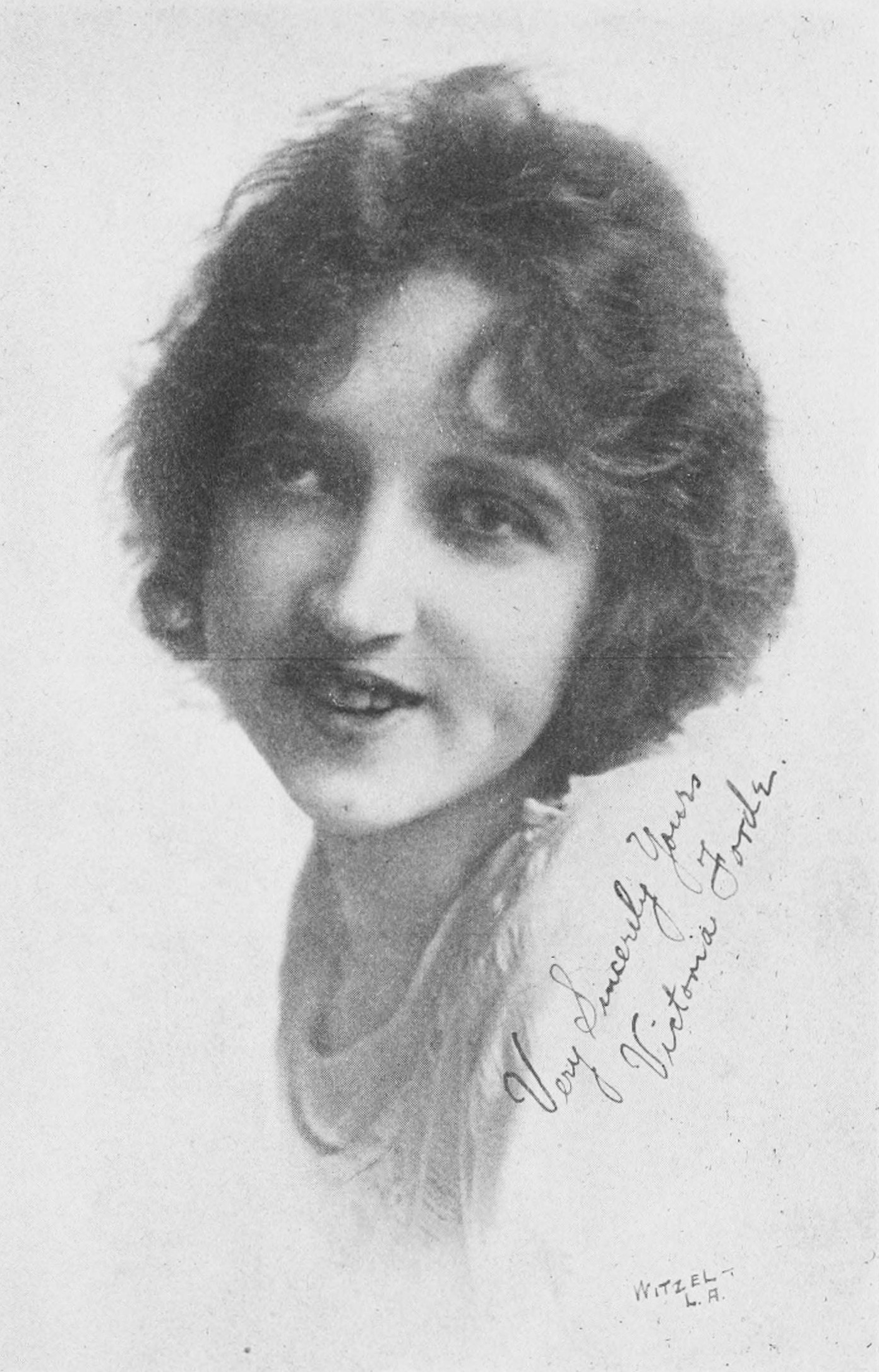
Victoria Forde

Victoria Forde (New York, 21 april 1896 – Beverly Hills, 24 juli 1964) was een Amerikaans actrice. Ze was getrouwd met acteur Tom Mix.

## Biografie
Forde was een dochter van Broadwayactrice Eugenie Forde. Door haar moeder ging ze vanaf haar veertiende meespelen in films van Biograph Company. Ze tekende in 1912 een contract met Nestor Film Company om komedies te maken onder regie van Al Christie. Korte tijd later maakte Forde's moeder haar acteerdebuut toen ze met haar dochter verscheen in de film A Pair of Jacks (1912).
Later tekende ze een contract bij Selig Polyscope Company en werd ze een ster in tal van westernfilms, waarbij ze regelmatig de tegenspeelster was van westernacteur Tom Mix. Het stel werd verliefd en in 1917 gingen de twee over naar Fox Film Corporation. Ze werd in 1918 zijn vierde echtgenote. Het jaar erop - nadat ze in 176 korte films had geacteerd - gaf ze haar filmcarrière op om te zorgen voor haar en Mix' dochter Thomasina (geboren in 1922). Het huwelijk eindigde in 1930 in een scheiding. Forde trouwde hierna met Manuel A. de Olazabal (1932-1943) en met Earl H. Robinson (1944-1945).

## Filmografie (selectie)
- Love in Quarantine (1910)
- When the Heart Calls (1912)
- His Only Son (1912)
- Western Blood (1918)